# Roskilde Fjord

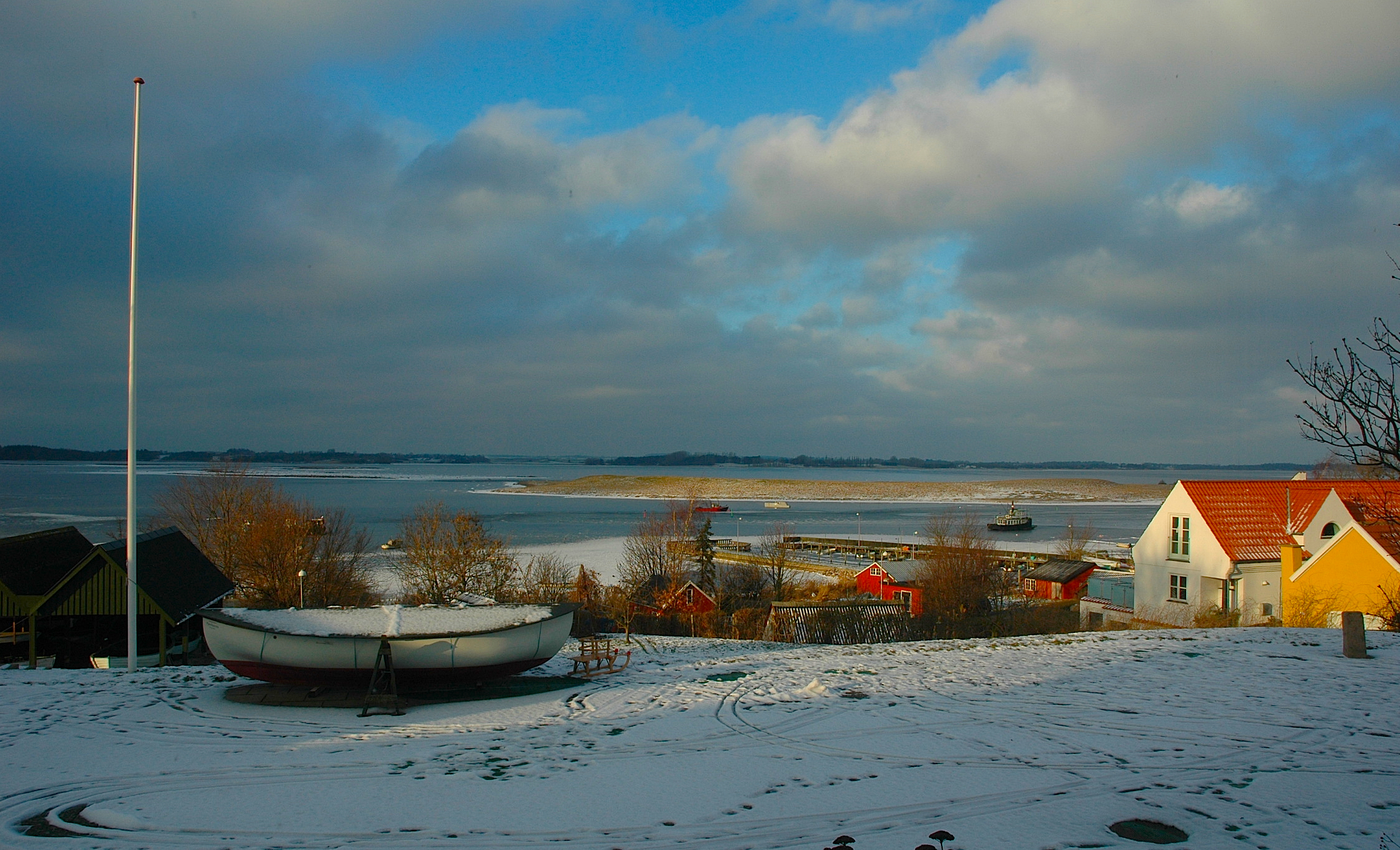
Roskilde Fjord w Jyllinge z widokiem na wyspę Lilleø

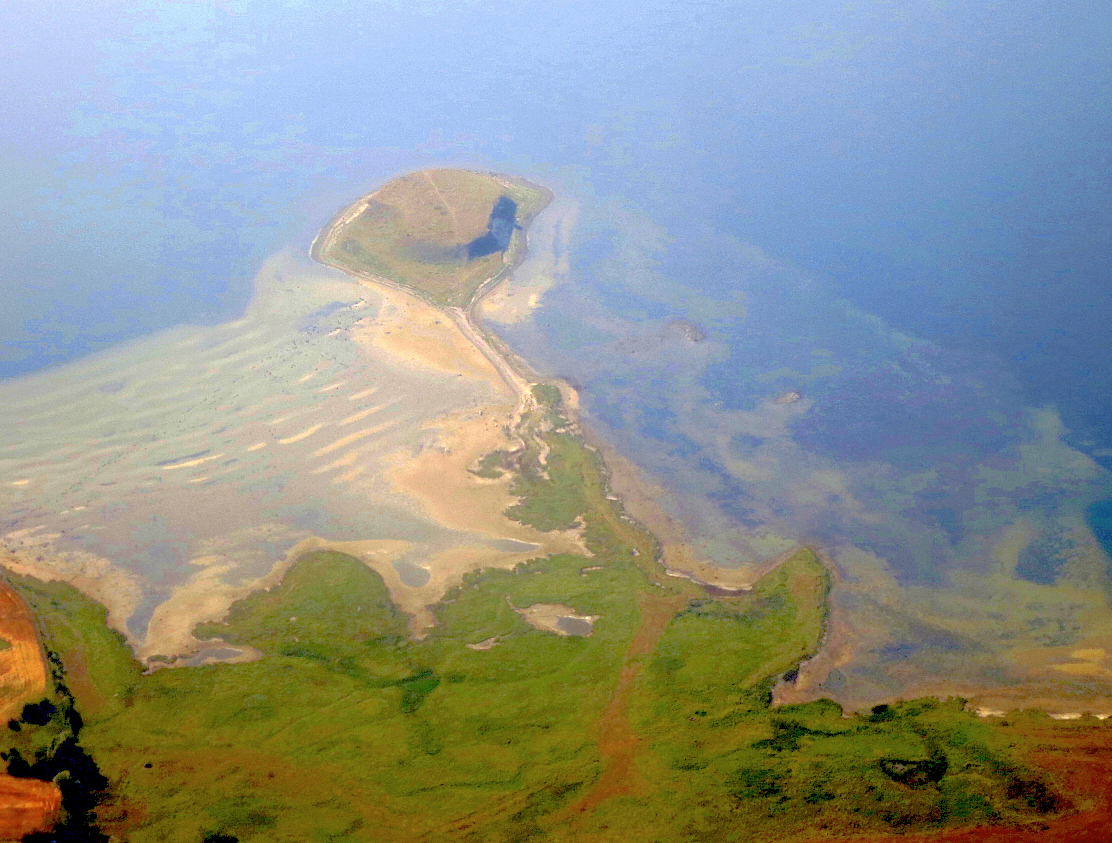
Roskilde Fjord z widokiem na wyspę Bolund

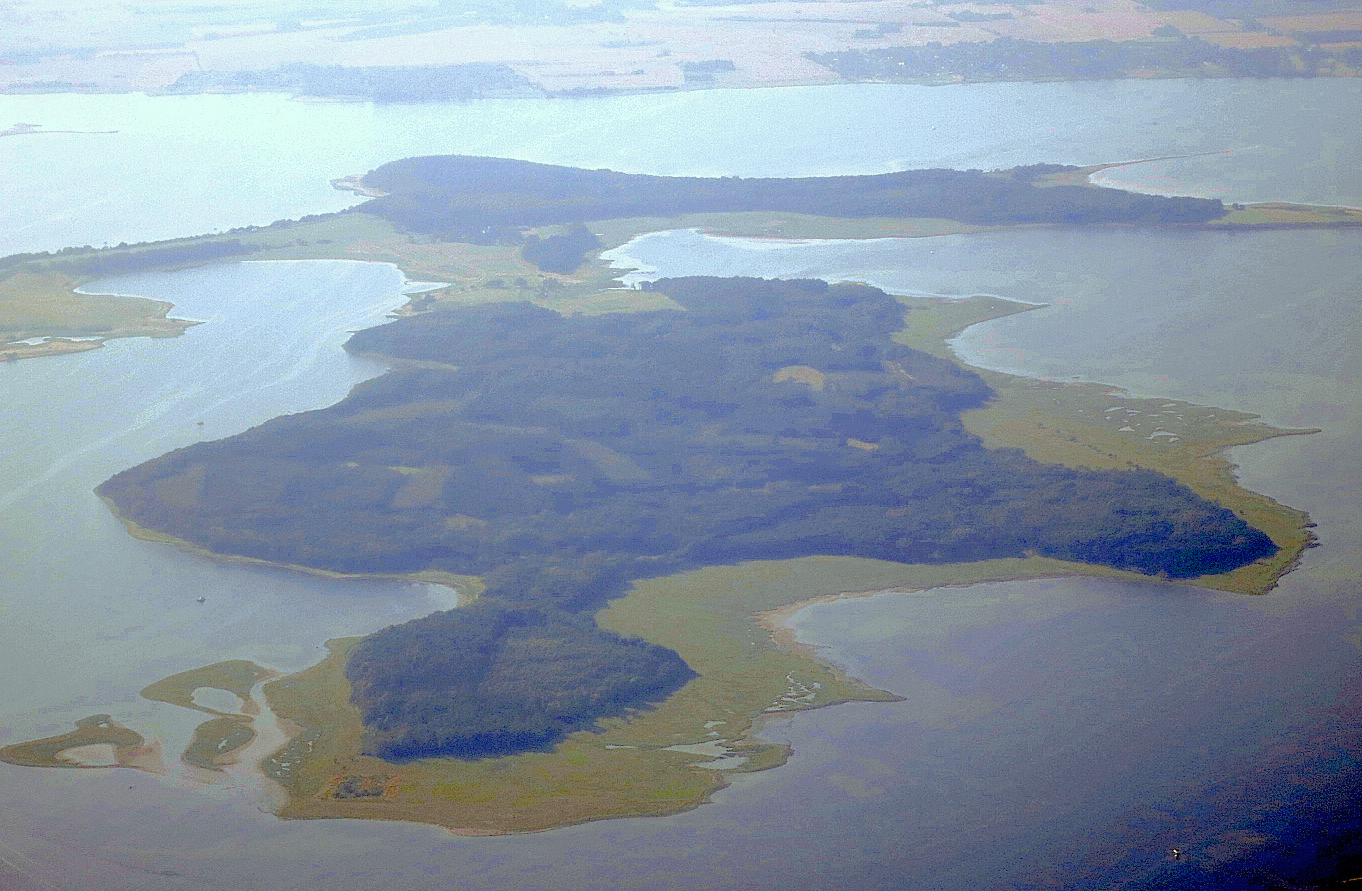
Roskilde Fjord z widokiem na półwysep Bognæs

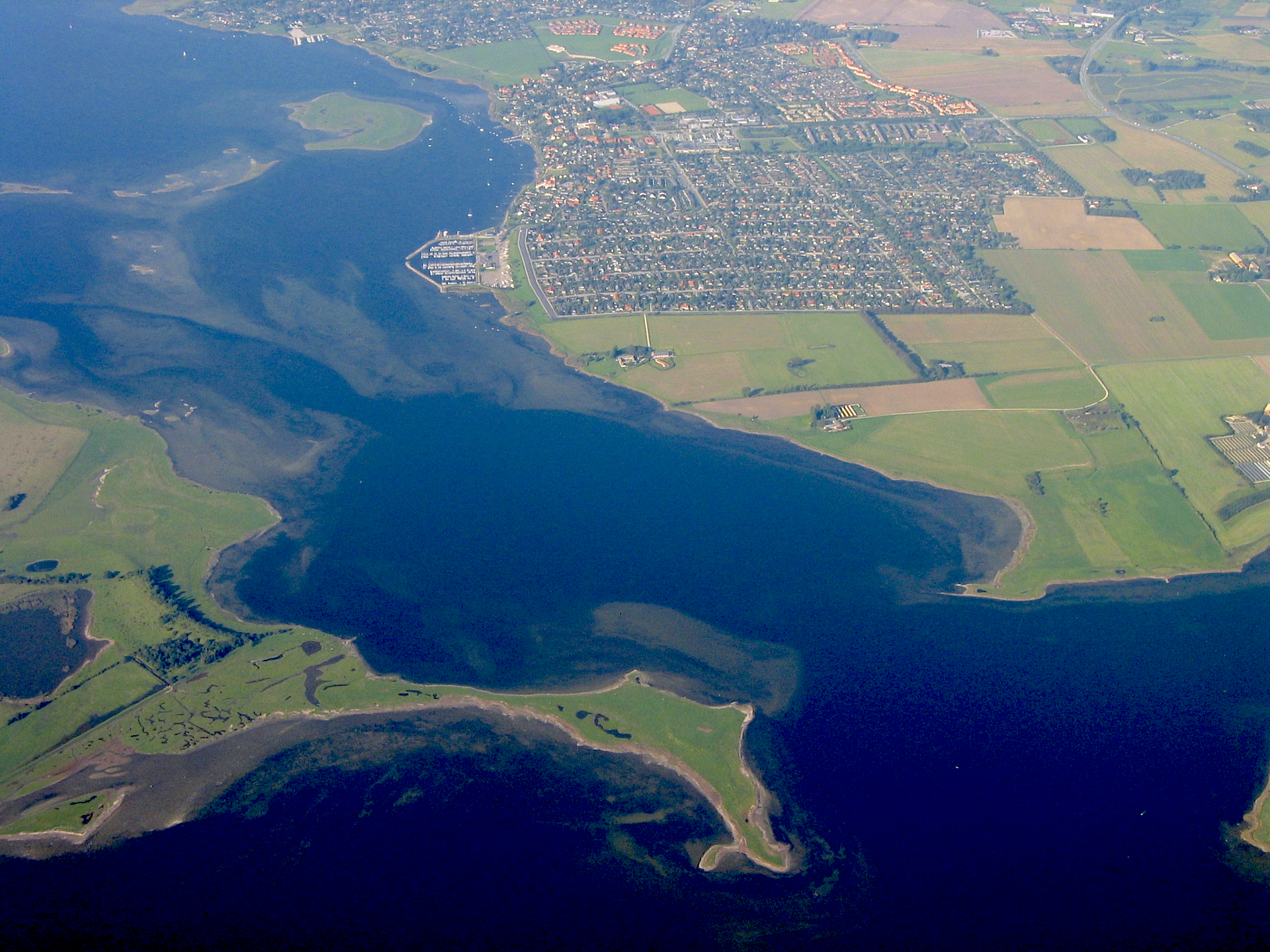
Fragment wyspy Eskilsø i widok Jyllinge z lotu ptaka

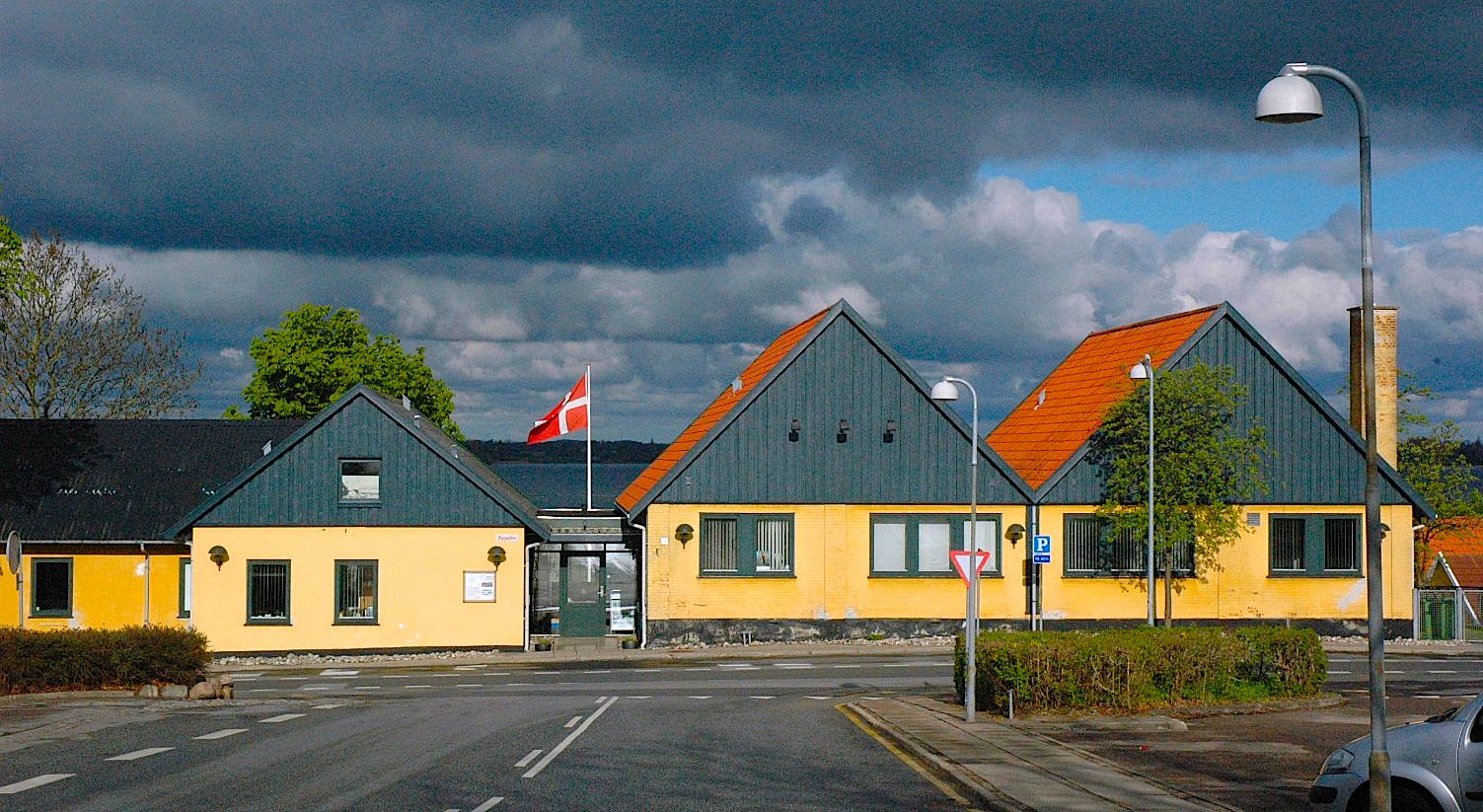
Byłe Muzeum Fiordu w Jyllinge

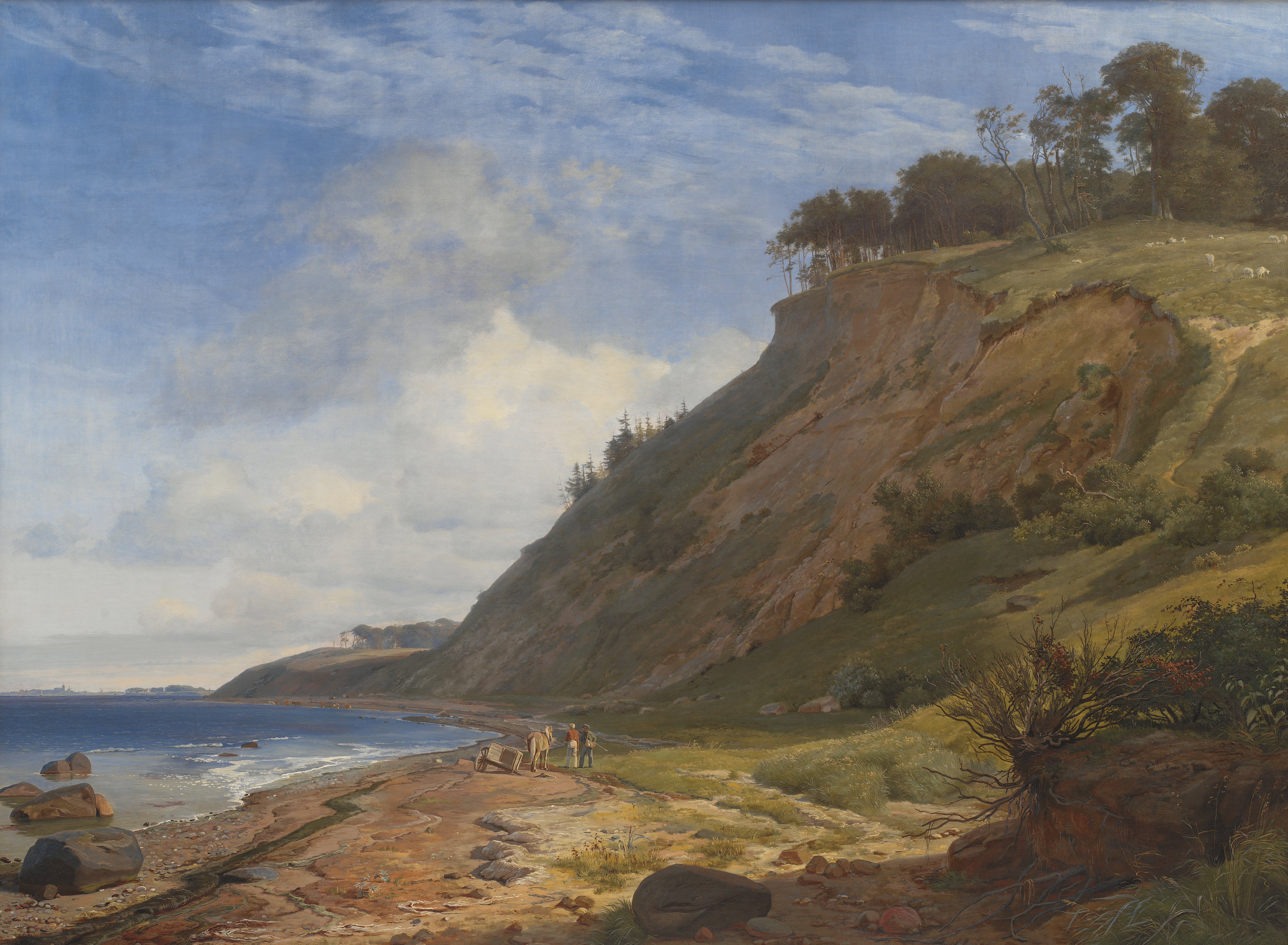
Widok klifów w Kignæs w północnej części fiordu Roskilde Fjord (1843)

Roskilde Fjord – fiord w północnej części duńskiej wyspy Zelandia, będący odnogą sąsiadującego z nim od zachodu fiordu Isefjord. Jest najdłuższym duńskim fiordem mierzącym 41,4 km.

## Położenie i kształt
Część północna.
Fiord Roskilde Fjord rozciąga się na północy od uchodzącej do fiordu Isefjord cieśniny Kulhus Renden, położonej pomiędzy półwyspami Halsnæs i Hornsherred, która rozdziela miejscowości Sølager (po stronie północnej) i Kulhuse (po stronie południowej), do położonego na południu miasta Roskilde (w odnodze wschodniej) i do zatoki Lejre Vig (w odnodze zachodniej). W swym początkowym biegu stosunkowo wąski fiord rozszerza się w większy akwen w kierunku miasta Frederiksværk, położonego na jego północno-wschodnim brzegu. Stąd przez ok. 40 km fiord ciągnie się w kierunku południowym. Wybrzuszenie północnej części półwyspu Hornsherred powoduje zwężenie fiordu od zachodu na wysokości przylądka Dyrnæs, a następnie fiord rozszerza się po obu stronach tworząc zbiornik wodny o kształcie makówki, który zwęża się drastycznie, tworząc wąską cieśninę między miastami Frederikssund na swym wschodnim brzegu i Neder Dråby (obecnie część miejscowości Jægerspris) położonym na brzegu zachodnim, jednak bardziej na północ. W tym miejscu oba brzegi fiordu zostały połączone Mostem Księcia Koronnego Fryderyka (duń. Kronprins Frederiks Bro) otwartym w 1935 r. Jedynymi wyspami położonymi na północ od mostu są Øksneholm i Ammesholm, które leżą po zachodniej stronie akwenu oraz wysepka Stenø w jego wschodniej części. 
Część środkowa.
Na południe od Mostu Księcia Koronnego Fryderyka fiord w swej środkowej części nieznacznie się rozszerza. Jest jednak stosunkowo wąski i w takim kształcie, urozmaiconym jedynie poprzez nieliczne niewielkie zatoczki po jego obu stronach, ciągnie się aż do największej wyspy fiordu, Eskilsø. Na tym odcinku znajduje się kilka małych wysepek - w części północnej - a dalszych kilka w części południowej na wysokości miejscowości Jyllinge, z zamykającą odcinek środkowy wyspą Eskilsø. Na wysokości Frederikssundu rozpoczęto w latach 20. XX w. budowę grobli mającej przeciąć fiord. Grobla jest pozostałością po zlikwidowanej linii kolejowej z Frederikssundu na półwysep Hornsherred, która funkcjonowała w latach 1928-1936, lecz została zamknięta z powodu nierentowności. Pozostałość po niej tworzy sztuczny wąski półwysep ciągnący się z zachodniego brzegu fiordu w kierunku miasta Frederissund do ok. 3/4 szerokości fiordu (pozostałą część stanowił rozebrany most kolejowy).
Część południowa.
Południowa część jest największą częścią fiordu składającą się z rozległego akwenu podzielonego pośrodku lesistym, miejscami podmokłym, półwyspem Bognæs, największym półwyspem fiordu, który rozdziela go na dwie części: wschodnią, ciągnącą się aż do miasta Roskilde, i nieco bardziej wysuniętą ku południowi, za to węższą, zachodnią odnogę rozciągającą się do miejscowości Gevninge, zwaną Lejre Vig (zatoka Lejre). Tutaj, na południe od wysepki Langholm, znajduje się największa głębia fiordu wynosząca 24 m. Półwysep Bognæs oddzielony jest od południowego wybrzeża fiordu zatoką Kattinge Vig, której głębokość dochodzi miejscami do 14 m.

## Rozmiary
Głębokość.
Roskilde Fjord jest stosunkowo płytkim akwenem. Jego głębokość nie przekracza 24 m i zwykle waha się od 4 do 5 m, miejscami do 10 m. Z tej też przyczyny jest nieżeglowny dla większych jednostek pływających, a prócz jachtów i łodzi porusza się po nim jedynie statek wycieczkowy M/S Sagafjord wypływający z Roskilde i odbywający rejs wyłącznie po głębszej południowej części fiordu. Płytkość wód fiordu była jedną z przyczyn dla których stracił on na pocz. XIX w. swoje znaczenie komunikacyjne jako morska droga handlowa. W latach 1833–1836 dokonano pogłębienia fiordu, co pozwoliło na żeglugę handlową, ale jedynie do przełomu wieków. Po 1900 r. południowa część fiordu utraciła niemal całkowicie znaczenie jako wodny szlak handlowy. Na północy działały jedynie porty we Frederiksværk, dokąd jeszcze w II połowie XX w. zawijały statki handlowe, oraz rozbudowanym na pocz. XX w. niewielkim porcie we Frederikssundzie. Ten ostatni utracił jednak swoje znaczenie po oddaniu do użytku mostu przez fiord (1935), który odgrodził port od nieskrępowanego dostępu do morza i uniemożliwił żeglugę większych jednostek w kierunku południowym.
Szerokość.
W najszerszym miejscu w swej południowej części fiord osiąga szerokość ok. 8 kilometrów. W najwęższym, w mieście Frederikssund gdzie został wzniesiony Most Księcia Koronnego Fryderyka, fiord ma jedynie ok. 150 m szerokości.

## Wybrzeża
Południe.
Południowy brzeg fiordu ciągnie się od miejscowości Gevninge na zachodzie po Roskilde na wschodzie. Jego środkowa część posiada bardzo urozmaiconą linię brzegową, której główny trzon stanowi mocno rozgałęziony półwysep Bognæs. Poza tym południowa linia brzegowa wyróżnia się sporą ilością małych zatoczek. Największą z nich jest zatoka, u wylotu której znajduje się Roskilde. Środkowa część południowego brzegu fiordu pozostała niemal dzika i niezurbanizowana. Znajdują się tutaj dwa kompleksy leśne: las Boserup Skov oraz kompleks leśny półwyspu Bognæs. Pozostałą część wybrzeża południowego stanowią łąki, pastwiska i pola uprawne. Wyniesienie terenu nie przekracza 22 m w części zachodniej, z najwyższymi wzniesieniami od 12 do 16 m w części środkowej na półwyspie Bognæs . 
Północ.
Północny brzeg fiordu jest najkrótszym. Rozciąga się między miejscowościami Sølager i Frederiksværk. Odcinek ten zalesiony i zurbanizowany jest w niewielkim stopniu. Większość wybrzeża stanowią łąki i pola uprawne.
Zachód.
Zachodni brzeg fiordu jest tylko w niewielkim stopniu zurbanizowany. Na samej północy znajduje się miejscowość Kulhuse, od której w kierunku południowym, aż po miejscowość Neder Dråby/Jægerspris, ciągnie się kompleks leśny Nordskoven. Między Neder Dråby i Mostem Księcia Koronnego Fryderyka rozciąga się ku południowi kolejny kompleks leśny, Færgelunden, położony na wybrzeżu klifowym. Dalej, w środkowej części zachodniego brzegu, wzdłuż niezalesionego wybrzeża, znajduje się kilka miejscowości: Gerlev, Tørslev, Skudelev, Østby i Sønderby. Na brzegu fiordu między tymi dwoma ostatnimi znajduje się niewielki kompleks leśny. Południowy odcinek zachodniego brzegu fiordu jest niezalesiony. Znajduje się tutaj kilka mniejszych miejscowości: Gershøj, Sæby i Lyndby. Wyniesienie terenu w najwyższych partiach waha się od 18 m (wzgórze w okolicach Tørslev) do 52 m (wzgórze w okolicach Neder Dråby) .
Wschód.
Wschodni brzeg fiordu jest najintensywniej zurbanizowany. Nie ma tutaj żadnych kompleksów leśnych, leżą natomiast dwa większe miasta, Frederiksværk na północy i Frederikssund bardziej na południe. Pomiędzy nimi ciągnie się pas zabudowy, na który składają się miejscowości: Kregme, Ølsted, Store Havelse i Græse. Południowa część wschodniego wybrzeża ciągnąca się od Frederikssundu do Roskilde jest zurbanizowana w mniejszym stopniu niż część północna, tylko z jedną większą miejscowością, Jyllinge, położoną mniej więcej w połowie drogi między tymi dwoma miastami. Wybrzeże jest tutaj stosunkowo płaskie, pokryte łąkami i pastwiskami oraz polami uprawnymi. Na samym południu, przed miejscowością Veddelev znajduje się Duński Ośrodek Naukowy Risø, położony na niewielkim półwyspie Risø, dawniej wyspie. W linii prostej wschodni brzeg fiordu mierzy ok. 40 km. Wyniesienie terenu w partiach najwyższych waha się od 19 m (wzgórze na południe od Jyllinge) do 70 m (wzniesienie na przedmieściach Frederiksværk) .

## Pływy morskie
Fiord jest w niewielkim stopniu podatny na pływy morskie od strony Kattegatu poprzez sąsiedni fiord Isefjord, z powodu braku rozległego połączenia z morzem oraz niewielkiej głębokości. Pływy są powodowane głównie działalnością wiatrów zachodnich i wywołują jedynie nieznanczne zmiany wysokości lustra wody, chociaż w cieśninie Kulhus Rende u wylotu do Isefjordu mogą być dość gwałtowne. Najlepiej można je zaobserwować na południowo-wschodnim skraju fiordu, gdzie podczas odpływów niewielka klifowa wysepka Bolund wznosząca się na wysokość 12 m n.p.m. zostaje połączona z lądem cienką groblą odsłanianą przy spadku lustra wody.

## Cieki
Roskilde Fjord nie stanowi zlewiska żadnych rzek, poza kilkoma ciekami głównie na jego wschodnim brzegu. Większe z nich to (od północy): Havelse Å, Græse Å, Værebro Å i Hove Å . 

## Wyspy
Wyspy położone na wodach fiordu Roskilde Fjord (w porządku alfabetycznym według kolejności alfabetu duńskiego):
- Ammesholm
- Blak
- Bolund: klifowa wysepka, która podczas odpływów połączona zostaje ze stałym lądem odsłoniętą przez morze groblą, podobnie jak na Mont-Saint-Michel; jest najbardziej wysuniętą na wschód wyspą fiordu.
- Elleore: w 1907 r. producent filmowy Ole Olsen nakręcił tutaj film fabularny pt. „Polowanie na lwy” (duń. Løvejagten); wysepka została ucharakteryzowana na Afrykę poprzez dodanie sztucznych palm i sprowadzenie prawdziwych lwów, które podczas kręcenia filmu zostały odstrzelone. W 1944 r. grupa nauczycieli jednego z kopenhaskich gimnazjów wykupiła wyspę i ogłosiła jej „niepodległość” jako „Królestwo Elleore”; wprowadzono własną flagę, pocztę i jednostkę monetarną. Wyspa zamieszkiwana jest jedynie czasowo - latem. W 2014 r. świętowała 70. rocznicę niepodległości[11].
- Eskilsø: największa wyspa fiordu; znajdują się tutaj ruiny XII-wiecznego kościoła klasztornego, pozostałość po zlikwidowanym ok. 1175 r. klasztorze, który przeniesiono do Æbelholt z powodu trudnych warunków życia na wyspie i upadku dyscypliny monastycznej[12].
- Flængholm
- Gadekærsholm
- Hesteholme (grupa trzech wysepek).
- Hyldeholm
- Klokkerholm
- Kølholm
- Langholm
- Lilleø
- Peberholm
- Ringøen (zwana także Svineholm[6], czyli Świńskim Ostrowiem).
- Sivholm
- Skovholmerne: grupa sześciu wysepek najbardziej wysunięta na południe i na zachód fiordu.
- Stenø: czyli Kamienny Ostrów; są 2 wysepki o tej nazwie, jedna na północ od m. Frederikssund, druga na południowy zachód.
- Studeholm
- Svaleø
- Tobaksholm
- Yderste Holm
- Ægholm
- Øksneholm: najbardziej na północ wysunięta wyspa fiordu.

## Porty i przystanie
Do II poł. XX w., kiedy północna część fiordu była wykorzystywana jako wodna droga handlowa, istniał port wodny we Frederiskværk (port we Frederikssundzie już wcześniej utracił swoje znaczenie). Obecnie dawne porty pełnią rolę przystani jachtowych. Poza ww. miastami znajdują się one jeszcze w Roskilde, Jyllinge, Herslev i Veddelev. Według danych z 1951 r. port w mieście Frederiksværk przyjął przez cały tamten rok 947 statki handlowe, w tym 278 zagranicznych, przeładowując 131.892 ton ładunku, w tym 52.199 ton ładunku z zagranicy. 

## Muzeum Fiordu
Do niedawna w miejscowości Jyllinge znajdowało się Muzeum Fiordu (duń. Fjordmuseet), które zajmowało się gromadzeniem eksponatów mówiących o historii rybołówstwa (w szczególności połowu węgorza) i żeglugi na fiordzie Roskilde Fjord. Z powodu trudności finansowych i nikłego zainteresowania zostało zamknięte w 2012 r..